# Marco Galli (Wasserballspieler)
Marco Galli (* 5. März 1957 in Civitavecchia, Rom; † 3. Oktober 1988 ebenda) war ein italienischer Wasserballspieler.

## Erfolge
Galli debütierte am 22. Mai 1972 mit 15 Jahren in der Serie A. In der Liga bestritt er insgesamt 320 Spiele und erzielte 649 Tore. 1978 wurde Galli in Berlin Wasserballweltmeister. Er nahm an den Olympischen Sommerspielen 1984 als Mitglied der italienischen Wasserballmannschaft teil. Sie belegten den 7. Platz. In 193 Partien für die Nationalmannschaft traf er 199 Mal ins Tor.
Die Stadt Civitavecchia benannte eine Sporthalle und den Platz vor dem Schwimmbad nach ihm.